# PKZIP
PKZIP is een archiverings- en compressieprogramma voor MS-DOS. Het is ontwikkeld door Phil Katz. Het bijbehorende bestandstype ZIP is door hem ontwikkeld. Tevens is het bij de versies met een licentie mogelijk zipbestanden met een wachtwoord te beveiligen, en van een checksum te voorzien, waarmee gebruikers bij het uitpakken gewaarschuwd worden als het zipbestand mogelijk beschadigd is. Tegenwoordig is het ook beschikbaar voor onder andere Windows, Linux, Z/OS en i5/OS. Het maakt gebruik van het ZIP-algoritme, dat ook wordt toegepast in WinZip.